# КК Парма
КК Парма (рус. БК Парма) је руски кошаркашки клуб из Перма. У сезони 2022/23. такмичи се у ВТБ јунајтед лиги.

## Успеси

### Национални
- Куп Русије:
  - Победник (2): 2016, 2019.

## Познатији играчи
- Данило Анђушић
- Јанис Блумс
- Саша Загорац